# Melanoides turritispira
Melanoides turritispira là một loài động vật chân bụng trong họ Thiaridae. Nó là loài đặc hữu của Malawi. Môi trường sống tự nhiên của chúng là hồ nước ngọt. Nó bị đe dọa do mất nơi sống.